# Alois Huber (Alpinist)
Alois Huber (* 13. März 1942 in Palfau) ist ein österreichischer Alpinist, Hüttenwirt und Museumsgründer.

## Leben
Alois Huber wurde in Palfau in der Steiermark geboren und ist dort aufgewachsen. Seine Brüder sind die Bergsteiger Adolf Huber und Franz Huber. Während seiner Zeit als Mitarbeiter der Alpine Montan in Eisenerz fand er Zugang zu jungen Kletterern. Es folgten schwierige Touren im Gesäuse, am Dachstein und in Tirol und in den Westalpen. Später folgten Expeditionen in den Karakorum, den Pamir, den Himalaya und in den Rocky Mountains. 1967 absolvierte er die Ausbildung zum staatlich geprüften Schi- und Bergführer. 1969 eröffnete er mit seinem Bruder Adolf Huber die Bergsteigerschule Wilder Kaiser und später eine eigene Bergsteigerschule in Filzmoos.
Von 1983 bis 2000 führte er mit seiner Frau Elfriede die Austriahütte am Dachstein der Sektion Austria des Österreichischen Alpenvereins. Gemeinsam mit Hans Wallner vom Österreichischen Alpenverein, Hermann Franzel und Heinz Prugger vom Tourismusverband, dem Gemeinderat und Bürgermeister Johann Berger und unterstützt vom Österreichischen Bergrettungsdienst realisierte er dort das Alpinmuseum (heute Dachsteinmuseum). Die Schau wurde unter der Leitung von Walter Stipperger und Lia Stipperger kuratiert. Das Museum zeigt den geologischen Aufbau des Gebirgsstockes, die Erschließung und die alpinistische Geschichte sowie die Naturgeschichte der Region.

## Gesellschaftliches Engagement
Alois Huber war ab 1959 Mitglied der Bergrettung, später auch Einsatzleiter und Flugretter in Aigen im Ennstal. Von 2012 bis 2015 war er gemeinsam mit einigen anderen im Organisationsteam der Toleranzwochen. Diese waren ins Leben gerufen worden, um den Dialog zwischen katholischen und protestantischen Menschen in der Ramsau zu intensivieren und zu verbessern.  

## Bergsteigerische Leistungen (Auswahl)
- 1969: Österreichische Pamirfahrt: Bei der Alpinade, dem internationalen Bergsteigertreffen in der damaligen UdSSR, trafen mehrere hundert Bergsteigerinnen und Bergsteiger ein. Nach einem tagelangen Sturm, in dem Alois Huber mit einem weiteren unterhalb des Gipfels des Pik Lenin biwakierte, und nach einem schwierigen Abstieg mit anschließender Hubschrauberbergung wurde Alois Huber nach Moskau ins Krankenhaus gebracht und behandelt.[2]
- 1973: Peter-Scholz-Gedächtnis-Expedition: Teilnahme an der von Karl Herrligkoffer organisierten Expedition zum Rakaposhi (7788 m) im Karakorum. Durch die ungewöhnlich warmen Temperaturen des Jahres war das Gelände sehr gefährlich geworden, sodass die Expedition nach einem Schlechtwetterumbruch abgebrochen wurde.[3]
- 1981: Steirische Gauri-Sankar-Expedition: Gemeinsam mit seinem Bruder Franz Huber, seinem Neffen Ewald Huber und einigen anderen wurde der Versuch unternommen, den Südgipfel des Gauri-Sankar über den sogenannten „Amerikanerweg“ zu erreichen und anschließend den noch unbegangenen Verbindungsgrat den Nordgipfel zu begehen um als Erste auf beiden Gipfeln zu stehen. Nach einem Schlechtwettereinbruch und einem Orkan, der die Lager völlig zerstörte, wurde die Expedition abgebrochen.[4]